# Laurelle Weigl
Laurelle May Weigl (Edmonton, 5 aprile 1988) è un'ex cestista canadese.

## Carriera
Con il Canada ha disputato i Campionati americani del 2009.